# ウォーター・フロム・ザ・ムーン
「ウォーター・フロム・ザ・ムーン」（英: Water from the Moon=月の水）はセリーヌ・ディオンのセルフタイトルアルバム『セリーヌ・ディオン』からのシングル。アメリカ国内では1993年3月1日に5枚目の市販シングルとして発売されたが、カナダではラジオシングルとしてのみのリリースとなった。
作詞・作曲はダイアン・ウォーレン、プロデュースはガイ・ロッシェと補助としてウォルター・アファナシエフが参加している。またダイアン・ウォーレンは曲中でバックボーカルをしている。
この曲のミュージックビデオは2本制作されている。1本目は全編モノクロで、その後それに黄褐色に補正したセリーヌ・ディオンのカットを挿入したバージョンが制作された。
この曲はアダルトコンテンポラリーチャート上でまずまずの成功を収めた。アメリカのホットアダルトコンテンポラリートラックでは第11位、カナダのコンテンポラリーヒットラジオチャートで第13位を記録した。サウンドスキャンによればシングルの販売枚数はアメリカ国内で約4万5000枚である。
- 調（転調あり）：変ホ長調（E♭）→変ト長調（G♭）→変ホ長調（E♭）→変ト長調（G♭）→変ホ長調（E♭）→変ト長調（G♭）

## 収録曲
アメリカ版CDシングル
1. 「ウォーター・フロム・ザ・ムーン」 – 4:38
2. 「リトル・ビット・オブ・ラヴ」 – 4:27

## チャート
| チャート（1993年）                                         | 最高位 |
| ---------------------------------------------------------- | ------ |
| カナダ・レコードコンテンポラリーヒットラジオチャート       | 13     |
| カナダRPMトップシングル                                    | 7      |
| カナダRPMアダルトコンテンポラリー                          | 3      |
| アメリカ・ビルボードホットアダルトコンテンポラリートラック | 11     |